# Башкирский государственный педагогический университет имени М. Акмуллы

Памятник М. Акмулле перед университетом

Башкирский государственный педагогический университет имени М. Акмуллы́ (БГПУ имени М. Акмуллы) (баш. М. Аҡмулла исемендәге Башҡорт дәүләт педагогия университеты (М. Аҡмулла исемендәге БДПУ)) — высшее учебное заведение в Уфе.

## История
БГПУ имени Мифтахетдина Акмуллы был создан в Уфе 9 января 1967 года как институт. Первый учительский институт в республике был создан в 1909 году. С 1919 года он был преобразован в институт народного образования, в состав которого входили четыре факультета: социально-исторический, биолого-географический, физико-математический и литературно-лингвистический. Это учебное заведение повышенного типа готовило учителей школ и техникумов.
С 1923 года институт получил название «Практический» и стал дополнительно готовить специалистов сельского хозяйства. В 1929 году на его базе был создан Башкирский государственный педагогический институт им. Тимирязева (ныне Уфимский университет науки и технологий), преобразованный в 1957 году в Башкирский государственный университет (ныне Уфимский университет науки и технологий). Однако потребность в развитии высшего педагогического образования, в подготовке учительских кадров высокой квалификации была высока. К тому времени менее трети учителей республики имели высшее образование. По многим специальностям вообще не велось подготовки. Вновь созданный Башкирский государственный педагогический институт успешно справился с этой задачей.
В 1976 году он был признан вузом первой категории. А в 2000 году институт переименован в Башкирский государственный педагогический университет, и в 2006 году ему было присвоено имя М. Акмуллы.
В 1986 году студенты исторического факультета Башкирского государственного педагогического института под руководством археолога А. Х. Пшеничнюка раскопали в Оренбургской области Филипповские курганы и обнаружили золото сарматов — 26 золотых оленей, датируемых V—IV веками до нашей эры.
С 2013 года БГПУ им. М. Акмуллы включён в состав сетевого Университета Шанхайской организации сотрудничества.
В вузе ведётся выпуск бакалавров, специалистов и магистров по 37 специальностям моноуровневой и 14 направлениям двухуровневой подготовки высшего профессионального образования. Подготовка аспирантов ведётся по 31 специальности и докторантов — по 3 специальностям. В вузе действует 2 совета по защите докторских диссертаций.
В университете ежегодно издаётся более 130 учебников, учебных пособий, монографий. Выпускаются журналы «Педагогический журнал Башкортостана», «Вестник Башкирского государственного педагогического университета им. М. Акмуллы», «Бюллетень по научно-исследовательской работе Башкирского государственного педагогического университета им. М. Акмуллы», межвузовские сборники «Культура и образование», «Система непрерывного образования: школа-педколледж-педвуз», «Учёные записки физико-математического факультета».
Имеется библиотечно-информационный центр, медиатека, музей истории педагогического университета, производственные и художественные мастерские, санаторий-профилакторий, спортивно-оздоровительный комплекс и лагерь «Росинка», дом физической культуры «Буревестник» и др.
Ректоры:
- М. Я. Янгиров (с 1967),
- Р. Г. Кузеев (с 1971),
- Э. Ш. Хамитов (с 1983),
- Р. М. Асадуллин (с 2005),
- С. Т. Сагитов (с 2018).

На территории университета установлен памятник поэту-просветителю М. Акмулле (2008).

## Учебные подразделения
- Естественно-географический факультет
- Институт исторического, правового и социально-гуманитарного образования
- Институт педагогики
- Институт физики, математики, цифровых и нанотехнологий
- Институт физической культуры и здоровья человека
- Институт филологического образования и межкультурных коммуникаций
- Колледж БГПУ им. М. Акмуллы
- Факультет башкирской филологии
- Факультет психологии
- Художественно-графический факультет
- Институт непрерывного профессионального образования «Вектор развития»

## Адреса корпусов
- Учебный корпус № 1 — РБ, г. Уфа, ул. Ленина, д. 20
- Учебный корпус № 2 — РБ, г. Уфа, ул. Октябрьской Революции, д. 3А
- Учебный корпус № 3 — РБ, г. Уфа, ул. Октябрьской Революции, д. 3А
- Учебный корпус № 4 — РБ. г. Уфа, ул. Октябрьской Революции, д. 55
- Учебный корпус № 5 — РБ, г. Уфа, ул. Чернышевского, д. 25, корп. 1
- Учебный корпус № 6 — РБ, г. Уфа, ул. Октябрьской Революции, д. 10, корп. 3
- Учебный корпус № 7 — РБ, г. Уфа, ул. Октябрьской Революции, д. 7
- Учебный корпус № 8 «Буревестник» — РБ, г. Уфа, ул. Коммунистическая, д. 54 А
- Учебный корпус № 9 — РБ, г. Уфа, ул. Степана Злобина, д. 31/1
- Учебный корпус № 10 — РБ, г. Уфа, ул. Чернышевского, д. 49/1
- Учебный корпус № 11 «СОК» — РБ, г. Уфа, ул. Софьи Перовской, д. 40
- Учебный корпус № 12 — РБ, г. Уфа, ул. Белякова, д. 25
- Учебный корпус № 13 «Alliance Francaise» (Французский альянс) — РБ, г. Уфа, ул. Октябрьской Революции, д. 8

## Известные преподаватели
- Азнабаев, Ахмер Мухаметдинович
- Альмухаметов, Рашит Валиахметович
- Амиров, Раиф Кадимович
- Антошкин, Виктор Николаевич
- Антышев, Александр Николаевич
- Асадуллин, Рамиль Мидхатович
- Асадуллин, Раиль Мирваевич
- Валиахметов, Рифад Миниахметович
- Гельблу, Яков Иосифович
- Горбунова, Валентина Юрьевна
- Грекова, Анастасия Ивановна
- Гумеров, Фарит Хафизович
- Кабиров Рустем Расшатович
- Классен, Генрих Николаевич
- Кузеев, Рустем Гумерович
- Лалетин, Дмитрий Александрович
- Сатбалдина, Санида Тимерхановна
- Сафин, Вадим Фатхиевич
- Сухов, Владимир Павлович
- Султанов, Ринат Ишбулдович
- Фархутдинова, Зульфира Аглямовна
- Хамитов, Эдуард Шайхуллович
- Хисамитдинова, Фирдаус Гильмитдиновна
- Хайбуллина, Лилия Салаватовна
- Вахитов, Венер Абсатарович
- Абдуллин, Миннивасик Гатауллович
- Башенев, Валерий Алексеевич
- Гуров, Валерий Николаевич
- Старикова, Валентина Ивановна

## Почётные профессора
- 2010 — Ихсаноглу, Экмеледдин[1]

## Известные выпускники
- Асадуллин, Раиль Мирваевич — доктор педагогических наук, профессор, ректор БашГПУ им. Акмуллы (2005—2018), депутат Государственного собрания -Курултая РБ.
- Гумерова, Лилия Салаватовна — кандидат педагогических наук, заместитель премьер-министра Республики Башкортостан (2012—2014), член Совета Федерации РФ (с 2014 года), председатель Комитета Совета Федерации по науке, образованию и культуре (с 2019 года)
- Хажин, Айбулат Вакилович — кандидат педагогических наук, министр образования РБ (с 2019)
- Хисамитдинова, Фирдаус Гильмитдиновна — доктор филологических наук, профессор, министр образования РБ (1999—1998), депутат Госсобрания — Курултая РБ (1994—1999), с 2005 года директор Института истории, языка и литературы УНЦ РАН
- Шевчук, Юрий Юлианович — российский рок-музыкант и певец, автор песен, художник, продюсер, общественный деятель. Создатель и руководитель ТОО «Театр ДДТ». Народный артист Республики Башкортостан (18 сентября 2003).